# Piove (Ciao ciao bambina)
«Piove (Ciao, ciao, bambina)» ("Llueve [Adiós, adiós, muchacha]") fue la representación italiana en el Festival de la Canción de Eurovisión 1959, compuesta por Dino Verde y Domenico Modugno, dirigida por William Galassini e interpretada en italiano con letra de Dino Verde por Domenico Modugno.
La canción fue interpretada tercera en la noche, seguida de Mónaco con Jacques Pills interpretando "Mon ami Pierrot" y precedida por Dinamarca con Birthe Wilke interpretando "Uh, jeg ville ønske jeg var dig". Al final de las votaciones, la canción había recibido 9 puntos, quedando en 6º puesto de un total de 11.
Fue sucedida como representación italia en el Festival de 1960 por Renato Rascel con "Romantica".

## Letra
La canción trata sobre los sentimientos buenos alrededor del mundo de Bendiksen. Expresa estos sentimientos a través de una serie de descripciones como "mi espiral de pensamientos".
| Predecesor: "Nel blu dipinto di blu" Domenico Modugno | Italia en el Festival de Eurovisión 1959 | Sucesor: "Romantica" Renato Rascel |